# ∀ガンダムの登場兵器
∀ガンダムの登場兵器（ターンエーガンダムのとうじょうへいき）では、テレビアニメ『∀ガンダム』およびその派生作品に登場する架空のモビルスーツ（MS）や架空の艦船・宇宙戦艦等について記述する。

## 概要
『∀ガンダム』の背景世界では、その舞台となる「正暦」以前に様々な宇宙戦争が起こり、結果としてターンタイプMSの「月光蝶」によって多数のナノマシンが拡散された結果、多くの機械類は分解されとりわけ地上では多くの人類が文明を失っている（ナノマシンハザード）。これによってそれ以前の歴史は「黒歴史」とされ、意図的な歴史と技術の封印により正歴の時代が始まった。
こうした背景から『∀ガンダム』作中の時代において、ミリシャは各種企業によって工業的下地を持っていた(ただし、その技術水準は黒歴史時代に劣る)ものの、運用するモビルスーツ(MS)は「マウンテン・サイクル」と呼ばれる古代遺跡から発掘されたものを使用している。マウンテン・サイクルには黒歴史以前のMSや艦艇がナノマシンによって保護・再構成された状態にあり、これによって僅かな整備で戦力化する事が可能だった。尚、作中ではMSは地球側において「機械人形」と呼称され、ムーンレィス側ではモビルスーツと呼称される。

### スパイン
フラットやウァッドといった機体群に見られるフレーム構造。
元は「Flexible Ladder Actuater Technology（柔軟な梯子状の駆動装置技術）」の頭文字をとり「FLAT（フラット）」と呼称されていたが、これがMSフラットの機体名として扱われるようになったため、フレーム構造はスパインと呼ばれるようになった。

### ナノスキン
ウォドムや∀ガンダム等、一部のMSに採用された機能。
これはナノマシンを利用した自己修復機能を持った殻であり、ナノマシンそのものが知性を持つため外部からの衝撃を分散・吸収するほか、自己修復する。ただし、修復するのは表面装甲のみで、内部メカまでは行えない。

## ミリシャ

### ウィルゲム
キングスレーの谷で発掘された宇宙戦艦。単独で惑星へ再離床する能力を持つ。ディアナ・カウンターが用いるものとは異なる時代に作られた艦で、発掘者ウィル・ゲイムの名から命名された。ブースターを装備する事で単独での軌道脱出も可能であるが、作中ではザックトレーガーが用いられている。損壊後は月との定期交流のための宇宙船「ローラ・ローラ号」へと改装される。これは三段ブースターを搭載したものとなる。
劇中での活躍
ウィル・ゲイムがキングスレーの谷で発掘し、ミリシャが掘り起こしてホレス・ニーベンらムーンレィスの手を借りて改修し、発掘者であるウィル・ゲイムの名を取り「ウィルゲム」と名づけられた。
グエン・サード・ラインフォードが月に向かい直接交渉のため、マニューピチのマスドライバーから宇宙へ飛び、月へと向かう。月で黒歴史を知ったグエンらがギム・ギンガナムと手を取ると、そのままグエン指揮の下地球へ帰還、ディアナらと戦った。だが、ディアナ・カウンター、地球連合軍とギンガナム隊が戦闘になると、反転し戦闘を傍観する立場を取ったためにギンガナムの怒りを買い、ターンXの砲撃を受け行動不能となり不時着した。
戦後、ミリシャやボルジャーノ公が改修し、「ローラ・ローラ号」と改名。ディアナ・ソレル（キエル・ハイム）やレット隊らなどが月へ帰還する際に再び運用された。その際には三段階の分離によりマスドライバーやザックトレーガーを使用せずとも月へ帰還出来るようになった様子。
小説『月に繭地には果実』では、グエンが月の技術によって世界の覇者となろうと目論み、冷凍冬眠中のムーンレィスごと「冬の宮殿」を焼き払うなどの暴挙を行ったため、ウィルゲム内でディアナ・ソレルによって射殺され、その後、月面砲カイラス・ギリによってディアナとともに消失している。
曽我篤士版のコミカライズでは、グエンがギンガナムと組みディアナに反目。戦闘中、乗船していたウィルゲムの艦橋へ、ハリー・オードのスモーの攻撃を受け破損。グエンを除いた乗員が退去した後、その後に乗り込んだメリーベル・ガジェットと、重傷を負ったグエンを乗せ地球圏から離れ、宇宙を漂流している。

## ムーンレィスのモビルスーツ
月光蝶によるナノマシンハザード以後、科学技術のほとんどを喪失した地球とは異なり、ムーンレィス陣営では高い技術を保持した生活圏を持っていた。しかしながら、生活環境維持を優先していたことから軍事技術は大いに衰退・停滞しており、本編作中の時代でムーンレィスが運用する機体はほぼ黒歴史以前に開発されたものか、月面や地上のマウンテンサイクルで発掘されたものを使用している(独自開発した機体はマヒローとスモーのみとなる)。

### フラット
ディアナ・カウンターの可変MS。FLATという呼称は元々システムものであったが、フラットの平べったい外観から機体の呼称として用いられるようになった。機体は「スパインシステム」と呼ばれる独特のフレームで構成され、その名の通り背骨を中心にして胴体や手足が接続されている。スパインフレームを使用した事から可動範囲は高い。
装甲は極超音速の振動を起こす音響兵器(ソニックブレード)となっており、これを利用した地中潜航・水中航行も可能。機体に航宙能力はないため、地上への降下の際は降下形態に変形して軌道上までキャリア艦艇まで運搬される。地上への降下後は戦闘形態にも可変可能だが、専用設備なしでの降下形態への再変形は行えない。装甲に使用された音響兵器(ヒートエッジ)はハイパーバイブレーションを起こす事で物理的な攻撃に耐えることもできる。乗員数は1人乗りから3人乗り。シートを増設すれば6人の搭乗も可能。機体そのものは黒歴史以前に開発されていた地上のものを改修して使用している。
劇中では地球帰還作戦以前に地球への降下に利用されており、ロラン達やレット隊の先祖である100年前の降下部隊などが使用している。ミリシャ側からは「ハイヒール」と呼ばれる。
劇中での活躍
環境適応試験のためロラン・セアックらが月から地球へと帰還する際に使用した。ロラン達が乗ってきた機体（フラット2番）はキースがパン屋の資金を得るためにミリシャに売り渡され、ジョゼフ・ヨットが搭乗するようになる。最終決戦ではジョゼフが∀ガンダムに乗っていた為、ロランが∀ガンダムのコアファイターを装着した状態で使用していたが、ロランが降りた後にソシエ･ハイムが乗り、決戦の後の彼を迎える。
また帰還民の子孫であるレット隊の面々の主力装備として改造されたフラットが登場、ほとんどの攻撃を無力化し、ダメージを受けなかったことでミリシャ側を騒然とさせたが、∀ガンダムのビームサーベルを受け撤退した。後に資源衛星ミスルトゥなどでロランらと共闘し、ディアナ・ソレルの月帰還をサポートした。
劇中では、ジョゼフの機体、ロラン達と共に地球降下した機体、レット隊の機体、白の宮殿の部隊の機体のみ確認されている。
都市公安仕様フラット
電撃ホビーマガジン誌記事「Before ∀」に掲載。デザインと設定は『∀ガンダム』本編に携わった森田繁と高倉武史が担当しているものの、模型誌独自の非公式なものとして扱われる。こちらの設定ではフラットは元々公安用、暴徒鎮圧用に開発された機体としており、装甲の振動プレートから低周波を発生させて振動素子を作動させることにより、吐き気を催させ暴徒を無力化する。また、股間部には二連装の回転機銃座と投光器一体の装備を備え、ガス弾やバリケード粉砕用スラグを発射できる。尻部にはエクステンションキャビンを装着し、12名の機動隊員を搬送可能。型式番号はFLAT-L06U。
このほか、デザインの企画時には装甲表面のテクスチャーを変化させる事で背面カメラから取り込んだ映像を表面に転写し、カメレオンのように景色に同化する迷彩機能なども提案されていたという。

### ウォドム
ディアナ・カウンターが使用する対艦戦用大型モビルスーツ。機体名は「ウォーキング・ドーム」の略。頭部はジェネレーターと武器ブロックになっており、ハッチ開閉式の対空ミサイル、対空バルカン、ビームキャノンを持つ。このビーム兵器は対艦用の装備で、本来ならば地上で用いるものではない。また、頭部両脇にはさらにミサイルを懸架している。この頭部ブロックは分離し、単独飛行も可能である。
長距離戦闘を主眼とし、巨体故に格闘戦では翻弄されることも多い。そのため頭部にはハッチ内にロケットや機関砲を配して対処している。また、装甲にはナノスキンを使用した事により防御力は高い。コクピットは腰部に存在する。ウォドムのコクピットは円筒形のブロックに存在しており、他のMSと比較し圧倒的に広いスペースを持っている。コクピットは単座または複座式で、パイロットと部隊指揮官が同乗しウォドムを司令機として運用する場合もある。月のマウンテンサイクルから発掘された機体となる。ザックトレーガーに駐留している機体はレッド基調のカラーとなる。
強化型ウォドム
ジェネレーターを二段組にして改造したウォドム。主砲の出力はアップしたものの、安定性が悪く腕で頭部を支える必要がある。ただし、主砲の威力は倍増しなかったものの直撃すれば∀ガンダムであってもひとたまりもない。
劇中での活躍
地球に帰還したディアナ・カウンターの主力MSとして登場。ノックスの地上人が初めて遭遇したMSで、第2話では突如空から襲来した異形の物体として描かれている。ポゥ・エイジが威嚇目的で放ったビーム砲の影響を受けたため、石像に模して眠っていた∀ガンダムが再起動することとなる。地上で多数がミリシャと交戦、当初はその圧倒的な攻撃力を持ってミリシャの戦力を蹂躙していた。
しかしミリシャも多数のMSを持ち出し、扱いが慣れてくるに従い、機動性に劣ることから一方的に攻撃されてしまうことも増え、著しい活躍は見られなくなっていった。さらに、もともと技量において勝るギンガナム隊との戦いでは空からの先制攻撃を受けた上に小型で物量も多いマヒローに押され、多くが撃破されていった。ただ、接近戦を挑んだジョゼフ・ヨットの乗るフラットを一蹴したり、メガ粒子砲の一撃でアスピーテを撃破する活躍を見せた。

### ウァッド
小型モビルスーツともされるが、ウァッドは正確には「WALKING DUMPLING」に分類される機体であり、MSではない。機体名もこの分類に由来し、型式番号はムーンレィス・コメモレイション(ムーンレィス暦)の汎用機11を意味する。脊髄型のガイドレール「スパイン・フレーム」構造を持ち、そこにコクピットシェルを保持する構造となる。フレームとコクピットシェルの間には様々な機材を固定・運搬可能。コクピットは縦列複座式となっており、前後どちらのシートからでも操縦可能。前傾姿勢になって高速移動も可能。主用途は暴動の鎮圧や敵歩兵の制圧といった対人兵器だが、大型MS並の機動力を有しており、強力な武器に持ち替えることでMS戦にも耐用する。武器として、敵MSの関節に電流を流し動きを止める「ジョイントバスター」を持つ。
ミリシャ側からは「アルマジロ」と呼ばれる。
劇中での活躍
地球へと帰還を進めるディアナ・カウンターの主力MSとして登場。劇中で初めて撃墜されたMSでもある（ウォドムは小破が多かった）。低い全高と特異な形状から、劇中ではMSとは思えぬ奇怪な動きで走り回り、小動物のような愛らしさをも見せていた。目立った戦績は挙げておらず、歩兵部隊のトラックに倒されたり、弩の直撃で撃破されたりもしている。
ミリシャ側に鹵獲された機体は赤系統の色に再塗装され「アルマジロ」と呼ばれる。宇宙に上がったウィルゲムに搭載され、主にメシェー・クンが搭乗し、戦闘よりも情報伝達や荷物輸送などで活躍している。

### ベロナ
ムーンレィスの作業用MS。ウァッドのベースとなった機体であり、ウァッドと同じ可動フレーム「スパイン・フレーム」を有する。物資の搬送や建設、作業に使用され、地上での運用は想定されておらず、完全な月面用の機体。月の重力の関係から手足は細く作られており、背部にコンテナを取り付け可能。

### モビル・リブ
ムーンレィスの作業機械。ウァッドと同様にMSに分類されない機体。重機メーカーからは「ジェット・ストリーム」と命名されている。複数種類のコンテナが用意されており、腹部に取り付け可能。また、複数のリブを連結する事で4足や6足の機体となる。
戦闘兵器ではないため、モニターではなく目視形式をとる。操縦席は並列複座式となる。
劇中での活躍
ディアナ・カウンターの施設作りに運用されていたが、ミリシャに奪われて戦力とされた。

### イーゲル
コレン・ナンダーが搭乗したMS。月のマウンテンサイクルから発掘された機体にコレンがカスタマイズを加えたもので、ディアナカウンターの正規装備ではない。スパイン・フレーム構造で、肉食恐竜を想起させる突撃形態への変形が可能。頭部が打撃用の武器になっているため、センサー類は首周りに装備されている。宇宙戦闘用のためか機体各部には姿勢制御用スラスターも備え、肩部には威力の高さから封印されていたビームガンを備える。また、コレン機では削岩用重機であるミンチドリルを携行する。
劇中の活躍
ロランの∀ガンダムと地下で決闘し、後一歩の所まで追い詰めるが、ビームサーベルで頭部を切断されマグマの中へ落ちてしまい、コレンは運良く脱出したものの機体は頭部を残しそのまま融けていった。なお、破損を免れたミンチドリルは戦利品としてミリシャの発掘作業に転用されている。
曽我篤士の漫画版では、コレンが搭乗しノックスの街で∀ガンダムと戦い、ロランを追い詰めるが、戦闘を止めようとしたディアナに威嚇狙撃され、その精神的なショックで錯乱しディアナの名を叫びながら機体諸共自爆している。

### キャノン・イルフート
ウィル・ゲイムがキングスレーの谷で発掘したMS。
銃身が5門あるガトリング砲を備える高い火力を持った機体で、砲身は折り畳み可能となっている。ビームサーベル等の近接戦闘の武器は装備しておらず、それ故に接近戦は不得手。左腕には十字のマークを施し先端にスパイク状の突起が付いたシールドを装備する。発掘当初はモニターの映像が乱れる等不具合が発生し万全ではなかったが、ディアナ・カウンターにて改修整備された事によって不具合が解消され、操縦性も向上した。コクピットには宇宙世紀0080～0120年代に使用された全天周モニターとリニアシートを採用。機体サイズが15m台と小型なことから、オリジナルは『ガンダムF91』～『Vガンダム』の時代に存在したと推察する資料もみられる。
劇中での活躍
当機は、キングスレーの谷でウィル・ゲイムによって発掘された。その後、彼が発掘した宇宙船の引渡しをめぐってミリシャとトラブルになり、当機と共にディアナカウンターへ投降。投降後はディアナカウンターの指揮下へ組み込まれ、自らの宇宙船を奪取しようとミリシャと交戦する。交戦中に宇宙船の奪取を焦るあまり突出してしまい、一機で奮戦するが、機体性能はミリシャのMSと比較してそれほど優れておらず、大した戦果を挙げることなく、ギャバンのボルジャーノンマシンガンに左腕を破壊された後、ガトリング砲が弾切れもしくは故障を起こし使用不能となり、丸腰のところへボルジャーノンバズーカの接続射撃を受けて撃破された。その際に搭乗者のウィル自身も爆死。
製作エピソード
デザインは石垣純哉が担当。石垣は書籍のエッセイに際し、シド・ミードのデザインを取り入れた∀ガンダムのガンキャノンとしてデザイン。シールドの十字マークは監督である富野由悠季からのオーダーであると語っている。

### ゴッゾー
ディアナ・カウンターの小型MS。
本来は宇宙空間用の機体とされ、脚部は細身。背部には折り畳み式のレールガンを装備。腕部にはミサイルを格納する。左肩にはスパイクアーマーが存在するものの、カウンターウェイトとしての機能しかない。頭頂部はメインカメラとなっており、頭部左右のデュアルアイは照準用。これはアクティブレーザーを使用した測距装置となる。接近戦は苦手な機体。コクピットが共通であることからイーゲルとは近い時代に作られたと推察されており、ディアナ・カウンターが保有する機体では最古のもの。月で発掘された。
劇中ではヤコップとブルーノが使用した2機のみ登場。後に改修され、ゴドウィンとなる。
劇中での活躍
コレン・ナンダーと共に降下してきたブルーノ、ヤコップの乗機として登場。劇中ではコレンの指示のままにノックスの街を破壊したり、イングレッサミリシャを襲撃したりと暴れまわっていたが、ディアナと一緒にいたロランの∀を襲撃した際にレールガン、両腕、脚部を撃破され機体は放棄された。

### ゴドウィン
ヤコップとブルーノがミリシャに合流した際に損壊したゴッゾーを回収し、ミリシャが改造した機体。手足のパーツはボルジャーノンのものを取り付けており、脚部は地上戦を想定して太くなった。肩部の装備はレールガンから対地・対空用の砲に変更され、ミリシャでも整備が可能となった。折り畳み式のヒートホークも備える。性能は全般的にゴッゾーよりも低下している。
イングレッサミリシャの戦力として活躍した。
劇中での活躍
ヤコップとブルーノがどこからか持ち込み、改修した機体。コレン・ナンダーが∀の張子を破壊するのに使用した。その後ブルーノとヤコップはギャロップの専属オペレータとなったためこの機体はミリシャに譲渡されたらしい。マニューピチにてディアナ・カウンターの砲撃を受け撃墜されている。

### バンデット
月のマウンテンサイクルから発掘されたMS。立ったまま操縦するコクピットを持ち、本来は対モビルスーツ犯罪用公安機として開発された。装甲にはフレームから分泌させたナノマシンを硬化させて対弾性を得るウージィーアーマー（分泌装甲）を導入しており、これ故に旧時代でナノマシンが禁止されたときに封印された。
本体にはビームサーベル(手からエネルギーを供給するタイプではなく、スイッチで起動する)やミサイルを装備。背部パイロンにはスクゥィーズ兵器を装着可能。これはパイロットを殺傷する事無く敵機を破壊するための装備で、センサーアイつきの開閉式ヒートホーク、ミサイル、拘束用のワイヤーなどがパッケージされている。
複数機が発掘されたが、メリーベル機以外は無人運用された。この無人仕様機はモビルウォーリアーと呼ばれ、ひとまとめにバンディッツと呼称される。XM-0754は開発時の型式番号。
劇中での活躍
ギンガナム艦隊の手によりターンXと同時期に発掘されたらしい。メリーベル・ガジットが使用した。高い機体性能を持ってディアナ・カウンターやミリシャ部隊を翻弄している。最終決戦でコレン・ナンダーの駆るカプルと交戦し、頭にミンチドリルを食らって撃墜された。そのまま地上に墜落したが破損せず、パイロットのメリーベルも無事だった。
備考
デザインのモチーフはイセエビで、頭部や背面にその意匠が見られる。最終話でコレンに「窓枠」と言われた。劇場版では「カブトガニ」に変更。

### マヒロー
ギンガナム艦隊の主力MS。宇宙での遠距離戦を主眼とする。
機体の駆動方式は人工繊維を採用しており、本来はこれを利用したモビルトレースシステムが搭載されていたとも言われる。また、ボディはサブフレームを切り離し可能な構造になっており、損壊してもパーツの交換で戦線復帰が行える。頭部はセンサーアレイの集合体となっている。センサーの能力が高く、左手のシールドには円環状の粒子加速器が内蔵されており、大きさに比して火力は高い。また、腕部には小型ハンドガンとカッターからなる「REN-DO」を持ち、ここから鉄鋼弾が撃てる。この弾種は強化プルトニウム鉄鋼弾からグレネードまで切り替え可能。重力下でも飛行可能であり、空間戦闘能力はスモーを凌駕する。型番はG=ギンガナム、8=筋繊維高分子モーターの構成分子の数、3=駆動システム制御系のデータバス数、8=筋繊維高分子モーターの駆動軸の自由度、をそれぞれ表す。
製作エピソード
名前の由来は機体デザインを担当した前田真宏。前田はインタビューにおいて、富野由悠季に命名を任せたところこの名が冠されたと語っている。また、デザインは『機動戦士ガンダム』に登場したザクを意識したものだという。
劇中での活躍
第37話にて初登場。ミスルトゥに逃げ込んだディアナを追い詰めるため、ギンガナムが尖兵として送り込んだ。襲撃作戦に参加していた機体の内、シッキネンの駆る機体がキャンサー・カフカに奪取され、ディアナ脱出の際にロランらと共闘し活躍している。その後劇中ではミリシャと何度も戦った。ゴールドスモーの搭乗者ハリー・オードとは相性が悪いのか、何度も撃破された。
地球降下後は本来の性能を発揮して空から各都市を襲撃し、量産化されたボルジャーノンを壊滅させていった。また地球に残留していたディアナ・カウンターも飛行可能な戦力が限られていたため、大気圏内を自由に飛び回るマヒローには手を焼いていた。さらには物量の差も激しく複数機でウォドムを襲撃し撃墜している。シールドに紋章と「2」という数字をマーキングを施しているスエッソン機は最終決戦においてターンXと∀ガンダムの戦闘に割り込んだ際、邪魔をされたと激昂したギンガナムのターンXに撃墜されている。

## ムーンレィスの艦艇

### アルマイヤー
ディアナ・カウンターの主力艦艇。海亀のようなフォルムを持ち、メガ粒子砲やビームカッターなどで武装している。強行突入任務を想定して開発されており、数機のMSを搭載することも可能である。地球降下作戦時に多数が降下し、主力となった。同型艦にホエールズがある。

#### ホエールズ
地球へ向かったギンガナム艦隊の追撃のため、動かなかったアルマイヤー級の1隻を改修したもの。追撃をさせないため、ギンガナムの指示により月の艦艇は全て破壊され、航行不能にさせられたが、親衛隊の予備艦として停泊してあった同艦は大きな損害を受けなかったため、ムーンレィスの一般市民の協力のもと改修を行い使用された。その際、塗装は紫から明るい青系統に変更されたほか、改修に携わったハメット達運河人の手により、クジラのイラストが入れられた。ホエールズという名称は、そのことからディアナが命名した。性能面では通常のアルマイヤー級と変わりない。艦長はダイスケ。

### ソレイユ
ディアナ・カウンターの旗艦であり、ディアナ・ソレルが直接指揮することもあった。
後にギム・ギンガナムと戦う者が集う艦となり、ディアナの指揮の元戦い抜いた。
見かけは白い城塞のようだが、優美な外見にそぐわず戦闘能力は非常に高く、一種のバリア（Iフィールドを発展させた物）も装備しており月光蝶を撒き散らすターンXを阻止すべく奮戦した。
小説『月に繭 地には果実』ではフィル・アッカマンの指揮の下、ミリシャの残存兵力が結集したルジャーナ領首都オールトンに侵攻をかけるが、ガス兵器を搭載した複葉機の特攻によって船体の三分の一を閉鎖、さらにカイラス・ギリから発射されたビームが直撃し、オールトンもろとも消滅した。

### ジャンダルム
宇宙戦艦。所属はギンガナム隊で、艦長はミーム・ミドガルド。メガ粒子砲などで武装している。数百年前にディアナが地球に降下した時にも運用され、独特のフォルムである戦艦後部の羽衣が推進部となり、Iフィールドを成形し単独で大気圏を飛行が可能である。
戦艦後部のフォルムを見た地球人から、「羽衣船」と呼ばれ伝説となった。

### アスピーテ
ギンガナム隊の主力艦艇。アルマイヤーに似たフォルムを持ち、おそらくアルマイヤー後に設計・製造されたものと推測される。アルマイヤー同じくメガ粒子砲などで武装、艦艇中心にMS射出用カタパルトを備え、大気圏突入や飛行能力も有している。整備は完璧で、ディアナ連合軍を苦しめアルマイヤーに特攻を仕掛ける姿も描かれている。だが、ディアナ連合軍の前に全艦が撃破、もしくは投降したとされる。
主な艦長はギム・ギンガナム。

## TV・劇場版未登場の機体

### ムーンバタフライ
小説『月に繭地には果実』に登場。パイロットはディアナ・ソレル、キエル・ハイム。蝶型の大型MAで、サイコミュを搭載している。主な武装は蝶型のファンネル。

### 月光蝶
佐藤茂著の小説版に登場。ギム・ギンガナムの祖父が所有していた機械人形コレクションのひとつで、ミスルトゥに隠匿されていた。パイロットはディアナ・ソレル。巨大な「赤い蕾」とも「乙女の秘所」とも称される形態から「月光色に白く輝く蝶」に変形する。大きさはソレイユを覆えそうなほどもあり、核に女神像のような華奢な機械人形が佇んでいる。

### ブラックドール
佐藤茂著の小説版に登場。ロスト・マウンテンから発掘された。その描写からサイコガンダムとみられる巨大な黒い機体。

### 4LEG
シド・ミードによって描き起こされたデザインのうち、本編未登場の機体。ミリシャ側の機体として設定された可変機である。戦闘の他に各種の作業を目的としたユーティリティ・モビルスーツとして構想されていた。一見フラットにも似たシルエットから異形のMAへと変形する。
元デザインのまま電撃ホビーマガジンにおいてフルスクラッチ作例も製作されている。

### モビル・カウダータ
漫画『∀ガンダム 月の風』に登場。フラットをベースに縮小・再設計されたディアナ・カウンターの訓練用MS。スパインフレームで連結された4本の腕と、球形キャノピーで覆われた大きな頭部が特徴。構成される部品も少なく、機体を理解し易いと云う理由から訓練用として使用されている。そのため特に固定の武装等は装備していない。作中ではディアナ・カウンターの訓練用だけでなく、「アーステイル」と呼ばれるMSの耐久レースに出場している。

## 関連商品
- 株式会社バンダイ バンダイMSセレクション11 ∀ガンダム
  - フラット、ウォドムのフィギュアがある。ロラン・セアック、キエル・ハイム、ソシエ・ハイム、∀ガンダムとセットのガシャポンフィギュアである。